# ویکتور الم
ویکتور الم (سوئدی: Viktor Elm؛ زادهٔ ۱۳ نوامبر ۱۹۸۵) بازیکن فوتبال اهل سوئد است.
از باشگاه‌هایی که در آن بازی کرده‌است می‌توان به باشگاه فوتبال کالمار، باشگاه ورزشی هیرنفین، باشگاه فوتبال فلکنبیز، و باشگاه فوتبال آزد آلکمار اشاره کرد.
وی همچنین در تیم‌های ملی فوتبال زیر ۲۱ سال سوئد و سوئد بازی کرده‌است.